# Frank Schmidt
Frank Schmidt (Heidenheim an der Brenz, 3 gennaio 1974) è un allenatore di calcio ed ex calciatore tedesco, di ruolo centrocampista, tecnico dell'Heidenheim.

## Carriera
Nativo di Heidenheim an der Brenz, ha militato dal 2003 al 2007 nella squadra della sua città, dove ha terminato la sua carriera di calciatore. Nello stesso anno, ha intrapreso il ruolo di allenatore del club, che ha condotto dalle serie minori alla prima storica promozione in Bundesliga nel 2023 e poi all'altrettanto storica qualificazione in Conference League..
Dal 17 settembre 2023 detiene il record di allenatore più a lungo alla guida della stessa squadra del calcio tedesco, sorpassando Volker Finke con i suoi 16 anni (all'epoca) alla guida del club rosso-blu.
Il 25 maggio 2024, grazie alla vittoria del Bayer Leverkusen contro il Kaiserslauten in finale di DFB Pokal, porta l'Heidenheim per la prima volta nella sua storia in Conference League da neopromossa assoluta.

## Statistiche

### Statistiche da allenatore
Statistiche aggiornate al 1º marzo 2025. In grassetto le competizioni vinte.
| Stagione          | Squadra           | Campionato        | Campionato | Campionato | Campionato | Campionato | Coppe nazionali | Coppe nazionali | Coppe nazionali | Coppe nazionali | Coppe nazionali | Coppe continentali | Coppe continentali | Coppe continentali | Coppe continentali | Coppe continentali | Altre coppe | Altre coppe | Altre coppe | Altre coppe | Altre coppe | Totale | Totale | Totale | Totale | Vittorie % | Piazzamento     |
| Stagione          | Squadra           | Comp              | G          | V          | N          | P          | Comp            | G               | V               | N               | P               | Comp               | G                  | V                  | N                  | P                  | Comp        | G           | V           | N           | P           | G      | V      | N      | P      | %          | Piazzamento     |
| ----------------- | ----------------- | ----------------- | ---------- | ---------- | ---------- | ---------- | --------------- | --------------- | --------------- | --------------- | --------------- | ------------------ | ------------------ | ------------------ | ------------------ | ------------------ | ----------- | ----------- | ----------- | ----------- | ----------- | ------ | ------ | ------ | ------ | ---------- | --------------- |
| 2007-2008         | Heidenheim        | OL                | 28         | 17         | 7          | 4          | -               | -               | -               | -               | -               | -                  | -                  | -                  | -                  | -                  | -           | -           | -           | -           | -           | 28     | 17     | 7      | 4      | 60,71      | sub, 4° (prom.) |
| 2008-2009         | Heidenheim        | RL                | 34         | 22         | 6          | 6          | CG              | 1               | 0               | 0               | 1               | -                  | -                  | -                  | -                  | -                  | -           | -           | -           | -           | -           | 35     | 22     | 6      | 6      | 62,86      | 1° (prom)       |
| 2009-2010         | Heidenheim        | 3L                | 38         | 17         | 8          | 13         | -               | -               | -               | -               | -               | -                  | -                  | -                  | -                  | -                  | -           | -           | -           | -           | -           | 38     | 17     | 8      | 13     | 44,74      | 6°              |
| 2010-2011         | Heidenheim        | 3L                | 38         | 14         | 9          | 15         | -               | -               | -               | -               | -               | -                  | -                  | -                  | -                  | -                  | -           | -           | -           | -           | -           | 38     | 14     | 9      | 15     | 36,84      | 9°              |
| 2011-2012         | Heidenheim        | 3L                | 38         | 16         | 12         | 10         | CG              | 2               | 1               | 1               | 0               | -                  | -                  | -                  | -                  | -                  | -           | -           | -           | -           | -           | 40     | 17     | 13     | 10     | 42,50      | 4°              |
| 2012-2013         | Heidenheim        | 3L                | 38         | 21         | 9          | 8          | CG              | 1               | 0               | 0               | 1               | -                  | -                  | -                  | -                  | -                  | -           | -           | -           | -           | -           | 39     | 21     | 9      | 9      | 53,85      | 5°              |
| 2013-2014         | Heidenheim        | 3L                | 38         | 23         | 10         | 5          | CG              | 1               | 0               | 1               | 0               | -                  | -                  | -                  | -                  | -                  | -           | -           | -           | -           | -           | 39     | 23     | 11     | 5      | 58,97      | 1° (prom)       |
| 2014-2015         | Heidenheim        | 2.BL              | 34         | 12         | 10         | 12         | CG              | 2               | 1               | 0               | 1               | -                  | -                  | -                  | -                  | -                  | -           | -           | -           | -           | -           | 36     | 13     | 10     | 13     | 36,11      | 8°              |
| 2015-2016         | Heidenheim        | 2.BL              | 34         | 11         | 12         | 11         | CG              | 4               | 2               | 1               | 1               | -                  | -                  | -                  | -                  | -                  | -           | -           | -           | -           | -           | 38     | 13     | 13     | 12     | 34,21      | 11°             |
| 2016-2017         | Heidenheim        | 2.BL              | 34         | 12         | 10         | 12         | CG              | 2               | 1               | 0               | 1               | -                  | -                  | -                  | -                  | -                  | -           | -           | -           | -           | -           | 36     | 13     | 10     | 13     | 36,11      | 6°              |
| 2017-2018         | Heidenheim        | 2.BL              | 34         | 11         | 9          | 14         | CG              | 3               | 2               | 0               | 1               | -                  | -                  | -                  | -                  | -                  | -           | -           | -           | -           | -           | 37     | 13     | 9      | 15     | 35,14      | 13°             |
| 2018-2019         | Heidenheim        | 2.BL              | 34         | 15         | 10         | 9          | CG              | 4               | 3               | 0               | 1               | -                  | -                  | -                  | -                  | -                  | -           | -           | -           | -           | -           | 38     | 18     | 10     | 10     | 47,37      | 5°              |
| 2019-2020         | Heidenheim        | 2.BL              | 34         | 15         | 10         | 9          | CG              | 2               | 1               | 0               | 1               | -                  | -                  | -                  | -                  | -                  | -           | -           | -           | -           | -           | 36     | 16     | 10     | 10     | 44,44      | 3°              |
| 2020-2021         | Heidenheim        | 2.BL              | 34         | 15         | 6          | 13         | CG              | 1               | 0               | 0               | 1               | -                  | -                  | -                  | -                  | -                  | -           | -           | -           | -           | -           | 35     | 15     | 6      | 14     | 42,86      | 8°              |
| 2021-2022         | Heidenheim        | 2.BL              | 34         | 15         | 7          | 12         | CG              | 1               | 0               | 0               | 1               | -                  | -                  | -                  | -                  | -                  | -           | -           | -           | -           | -           | 35     | 15     | 7      | 13     | 42,86      | 6°              |
| 2022-2023         | Heidenheim        | 2.BL              | 34         | 19         | 10         | 5          | CG              | 2               | 1               | 0               | 1               | -                  | -                  | -                  | -                  | -                  | -           | -           | -           | -           | -           | 36     | 20     | 10     | 6      | 55,56      | 1° (prom)       |
| 2023-2024         | Heidenheim        | BL                | 34         | 10         | 12         | 12         | CG              | 2               | 1               | 0               | 1               | -                  | -                  | -                  | -                  | -                  | -           | -           | -           | -           | -           | 36     | 11     | 12     | 13     | 30,56      | 8°              |
| 2024-2025         | Heidenheim        | BL                | 34+2       | 8+1        | 5+1        | 21         | CG              | 2               | 1               | 0               | 1               | UECL               | 10                 | 6                  | 1                  | 3                  | -           | -           | -           | -           | -           | 48     | 16     | 7      | 25     | 33,33      | 16°             |
| Totale Heidenheim | Totale Heidenheim | Totale Heidenheim | 626+2      | 273+1      | 162+1      | 191        |                 | 30              | 14              | 3               | 13              |                    | 10                 | 6                  | 1                  | 3                  |             | -           | -           | -           | -           | 668    | 294    | 167    | 207    | 44,01      |                 |

## Palmarès

### Allenatore

#### Competizioni nazionali
- Campionato tedesco di seconda divisione: 1

Heidenheim: 2022-2023
- 3. Liga: 1

Heidenheim: 2013-2014
- Fußball-Regionalliga: 1

Heidenheim: 2008-2009